# Roger Hall
Roger Hall (Barcelona, 1979) es un pintor español.

## Biografía
Nacido en Barcelona de padre catalán y madre inglesa, empezó a pintar a los 33 años en  su taller de  Premià de Mar, donde realizó su primera exposición. Poco después  Didier Lourenço artista premianense reconocido mundialmente, le invitó a pintar en su estudio convirtiéndose en mentor de  Roger Hall compartiendo taller  durante más de 5 años donde se hicieron amigos inseparables. Es allí donde empezó a entender de forma avanzada las técnicas y el funcionamiento del universo del artista. Simultáneamente, también realizó dos cursos de hiperrealismo en el Museo Europeo de Arte Moderno de Barcelona, y fue invitado a trabajar en el estudio de Xavier Rodés. Ha realizado exposiciones en Barcelona, Girona, Blanes, Figueres, su obra ha llegado también a USA Nueva York y en 2021 participó en la feria de arte moderno de Los Ángeles. A día de hoy, sus obras merecen el interés en diferentes partes del mundo. Su estilo de pintura es figurativo, impresionista, y porqué no, algo pop.